# Fran Jaklič
pozor: ne zamešati ga z osebo Franc Jaklič (1892, Sodražica–1967, Milwaukee), izseljenski duhovnik
Fran Jaklič (ps. Podgoričan), slovenski pisatelj, učitelj, ljudski prosvetitelj in gospodarski organizator, * 6. december 1868, Podgorica (Dobrepolje), † 31. december 1937, Ljubljana.

## Življenje
Rodil se je kot nezakonski sin kmečkega dekleta Marije Jaklič in učitelja Antona Ribnikarja. Svojega očeta ni poznal, saj je ta kmalu zapustil Dobrepolje in leta 1871 umrl v Dolu. Pri sedmih letih mu je za posledicami tuberkuloze umrla še mati. Zanj so skrbeli strici, tete in babica. 
Prve tri razrede osnovne šole je končal na Vidmu, ostale pa na prvi mestni šoli v Ljubljani. Zaradi težav pri matematiki je gimnazijo končal kasneje kot njegovi sošolci in se leta 1885 vpisal na učiteljišče v Ljubljani. V tretjem letniku je Frančišku Lampetu, takratnemu uredniku publikacije Dom in svet, poslal literarno delo Kranjske muhe so pa hude, ki je bilo ob koncu leta tudi objavljeno.  
Leta 1893 je opravil zadnji izpit in se vrnil v Dobrepolje, kjer je dobil mesto učitelja na šoli na Vidmu. Leto kasneje je ustanovil Bralno društvo, ki je bilo center izobraževalnega, gospodarskega in političnega dela, leta 1907 pa je prešlo v Izobraževalno društvo. Ob podpori Janeza Evangelista Kreka je istega leta ustanovil prvo vaško posojilnico na Slovenskem, leta 1896 kmetijsko društvo, 1898 mlekarno in sirarno, 1902 živinorejsko zadrugo, 1907 izobraževalno društvo in katoliško učiteljsko društvo. Bil je ustanovni član Gospodarske zveze kreditnih in blagovnih zadrug, predhodnice Zadružne zveze v Ljubljani. 
Po ustanovitvi hranilnice in posojilnice ter bralnega društva so ga šolske oblasti prestavile na Velike Poljane. Kot učitelj se je zavzemal za vzgojo otrok v duhu krščanskih in narodnih vrednot. V šolskem letu 1899–1900 je začel s somišljeniki izdajati glasilo Slovenski učitelj, ki je v prvem letu izhajanja postal najbolj razširjen slovenski šolski časopis. Leta 1900 je kot pripadnik Slovenske ljudske stranke postal deželni, sedem let kasneje tudi državni poslanec. Obe funkciji je zadržal do konca prve svetovne vojne. 
Leta 1899 se je poročil z dobrepoljsko učiteljico in hčerko premožnega ribniškega gostilničarja, Ivano Arko. Leto kasneje je od sorodnika odkupil svojo rojstno hišo in si na istem mestu zgradil novo.  V zakonu se jima je rodilo devet otrok, štirje od njih so bili učitelji, hči Helena Jaklič pa je bila tudi pisateljica. 
Ob koncu prve svetovne vojne se je zavzemal za združitev južnih Slovanov v avtonomijo v okviru monarhije. Mladi in liberalci, ki so se zavzemali za avtonomijo Slovencev znotraj Kraljevine SHS, so v  Dobrepolju napadali Jakliča in prispevali, da je leta 1922 prodal svojo domačijo v Podgorici in se preselil v Šentjanž. Leta 1925 si je v Mostah v Ljubljani sezidal hišo in tam živel do svoje smrti.

## Delo
Je eden najbolj produktivnih avtorjev kmečke povesti. Največ je pisal o kmečkem in vaškem življenju, zlasti o posebnežih in s svojim pisanjem nadaljeval Jurčičevo in Levstikovo pripovedno izročilo. Na začetku svoje pisateljske poti je napisal dve zgodovinski povesti: Ljudska osveta (1890) in Luka Vrbec (1890). Nato je prešel na pisanje kmečke povesti, predvsem žanrskega tipa folklornega realizma: Na Samovcu (1891), Vaška pravda (1892), Joannes Studiosus (1893), Naša dekleta (1902), Nevesta s Korinja (1920) itd. Zgodovinsko povest je začel zopet pisati po upokojitvi: Zadnja na grmadi (1924), V graščinskem jarmu (1925), Peklena svoboda (1926), Ob srebrnem studencu (1927). Prvi je lociral dogajanje v prepoznavno okolje svoje rojstne doline. Njegove zgodovinske povesti vsebujejo arhaizme in narečne besede. Vse imajo tudi zgodovinsko ozadje in nacionalno idejo. Zgodovinske povesti, ki opisujejo kmečke upore, se vedno končajo v prid upornikov. 
Pisal je tudi kratko prozo: Vojvoda (1895), Olševski cerkovnik (1912) in Pravdarja (1929). 
Objavljal je v tržaški Edinosti, Slovenskem narodu, Rodoljubu, Slovencu, Mohorjevi družbi in Ljubljanskem zvonu.
Skoraj vedno je pisal pod enim od svojih psevdonimov: Branimir, Josip Svoboda, Lovro Dremota, Peter Strelec. Prepoznaven je le po psevdonimu Podgoričan, ki ga je uporabljal najpogosteje. V Slovenskem učitelju je objavljal ocene in kritike, ohranjeni pa so tudi njegovi zapiski in pisma. 
Po Jakličevih delih sta bili prirejeni dve igri igri: P. Bobnar: Ljubavi cvet je zamorjen, po delu O ta testament!, samozaložba, 1938 in J. Lukež: Ob srebrnem studencu, Radio Trst, 1971.